# Condado de Grand Kru
Grand Kru es un condado en la parte del sudeste de la nación africana del oeste Liberia. Es uno de los 15 condados que comprenden la división administrativa primaria del país. Creado en 1984, tiene a la ciudad Barclayville como capital, y su superficie es de 3.895 kilómetros cuadrados. El censo de 2008, indica que Grand Kru tiene una población de 57.106 personas, lo que lo convierte en el condado menos poblado de Liberia. El superintendente distinguido de Grand Kru es Rosalind Sneh. Grand Kru colinda con los condados de River Gee, Sinoe, y con Maryland. La costa meridional de Grand Kru da al océano Atlántico.

## Distritos
Se subdivide en cuatro distritos, a saber:
- Sasstown
- Buah
- Upper Kru Coast
- Lower Kru Coast.

## Demografía
Su territorio abarca una superficie de 3.895 kilómetros cuadrados, donde viven más de 57.106 personas. La densidad poblacional de este condado es de 14.7 habitantes por cada kilómetro cuadrado.
- Datos: Q574952
- Multimedia: Grand Kru County / Q574952